# Herczegh Géza (jogász)
| Herczegh Géza                             | Herczegh Géza                                     |
| Kattints az alábbi külső linkek egyikére! | Kattints az alábbi külső linkek egyikére!         |
| ----------------------------------------- | ------------------------------------------------- |
| Nem található szabad kép.(?)              |                                                   |
| külső link · jogvédett                    | Átadták a Herczegh Géza Emlékérmet. 2017.10.27.   |
| külső link · jogvédett                    | Herczegh Géza. Pécsi Egyetemi Almanach. 1367–2019 |

Herczegh Géza Gábor (Nagykapos, Csehszlovákia, 1928. október 17. – Budapest, 2010. január 11.) magyar jogtudós, egyetemi tanár, a Magyar Tudományos Akadémia rendes tagja. Kutatási területe a nemzetközi jog. Jelentősek kutatásai a nemzetközi bíráskodás és nemzeti kisebbségek kérdése területén. 1981 és 1987 között a Janus Pannonius Tudományegyetem Állam- és Jogtudományi Karának dékánja. 1990 és 1993 között az Alkotmánybíróság tagja, illetve elnökhelyettese, 1993 és 2003 között az Egyesült Nemzetek Szervezete hágai Nemzetközi Bíróságának tagja.

## Életpályája
A gödöllői Premontrei gimnáziumban tett érettségi után, 1947-ben beiratkozott a Szegedi Tudományegyetem Jogtudományi Karára, ahol 1951-ben szerzett jogi diplomát. Az egyetemen Buza László és Bibó István volt rá nagy hatással. Diplomájának megszerzése után az MTA Állam- és Jogtudományi Intézetének munkatársa lett, ahol nemzetközi közjogi kutatásokat végzett. 1963-ban átment a Marx Károly Közgazdaságtudományi Egyetemre, ahol a nemzetközi kapcsolatok szakon diplomáciatörténeti előadásokat tartott adjunktusi beosztásban. 1967-től a Janus Pannonius Tudományegyetem (ma: Pécsi Tudományegyetem) Állam- és Jogtudományi Karán kezdett oktatni, egyben a nemzetközi jogi tanszék vezetését is átvette egyetemi docensi beosztásban. 1980-ban kapta meg egyetemi tanári kinevezését. 1981-ben az Állam-és Jogtudományi Kar dékánjává választották. 1984-ben újabb három évre megválasztották dékánnak. A Kart 1987-ig, a tanszéket 1990-ig vezette. 1990-ben az Országgyűlés megválasztotta az Alkotmánybíróság tagjává, később a testület helyettes elnöke volt 1993-ig. Ekkor az Egyesült Nemzetek Szervezete hágai Nemzetközi Bíróságának magyar tagjává választották, ahol 2003-ig tevékenykedett. Ilyen minőségében foglalkozott többek között a bős–nagymarosi vízlépcső ügyével.
1965-ben védte meg az állam- és jogtudományok kandidátusi, 1979-ben akadémiai doktori értekezését. Az MTA Állam- és Jogtudományi Bizottságának és a Pécsi Akadémiai Bizottságnak lett tagja. 1985-ben a Magyar Tudományos Akadémia levelező, 1990-ben rendes tagjává választották. 1991 és 1993 között az MTA IX., a Gazdaság- és Jogtudományok Osztályának elnöke volt. E tisztségéből következően az MTA elnökségének is tagja volt. 1974 és 1977 között a háború áldozatainak védelmével foglalkozó genfi konferenciájának résztvevője, annak III. számú bizottságának alelnöke és a magyar delegáció tagja volt. Tagja volt a konzervatív Professzorok Batthyány Körének, illetve a Magyar Polgári Együttműködés Egyesületnek.

## Munkássága
Fő kutatási területe a nemzetközi jog, ezen belül a nemzetközi közjog és a nemzetközi bíráskodás kérdései.
Kezdetben a gyarmati rendszer és a nemzetközi jog összefüggéseivel foglalkozott, később a nemzetközi jogelvek szerepével a nemzetközi bíráskodásban, az emberi jogok nemzetközi érvényesülését, a nemzeti kisebbségek védelmével kapcsolatos kérdésekkel és a humanitárius jog nemzetközi fejlődésével is. Interdiszciplináris (tudományterületeket átívelő) kutatásokat végzett a nemzetközi jog szociológiája terén. A Nemzetközi Vöröskereszt szakértőjeként számos konferencián vett részt és szólalt fel nemzetközi jogi, humanitárius jogi és egyéb kérdésekben.

## Családja
Édesapja a Nagykaposi Járásbíróság vezető bírája, későbbi nevelőapja történész volt. Nős, felesége Petneházy Melinda. Házasságukból egy fiúgyermek (Károly) és egy lánygyermek (Anita) született. Leánya bíró, Áder János volt köztársasági elnök felesége.

## Díjai, elismerései
- Bethlen Gábor-díj (2000)[1][2]
- Pécs Város Millenniumi Díja (2000)[1]
- Nagykapos díszpolgára (2005)[1]
- Lánchíd-díj (2010)
- a Pécsi Tudományegyetem és a Marburgi Egyetem díszdoktora
- Nagykapos mellszobor (2017)[3]
- Magyar Örökség díj (2018) /posztumusz/[4]

## Főbb tanulmányai
- A gyarmati kérdés és a nemzetközi jog (1962)
- General Principles of Law and the International Legal Order (1969)
- Nemzetközi jog (egyetemi tankönyv, társszerző, első kiadás: 1976)
- A humanitárius nemzetközi jog fejlődése (1981)
- Development of International Humanitarian Law (1983)
- Magyarország külpolitikája 896–1919 (1987)
- A nemzetközi jogalkotás mai lehetőségei és korlátai : akadémiai székfoglaló : 1986. január 8. (1987)
- A szarajevói merénylettől a potsdami konferenciáig (1999)
- Peres örökségünk (2005)
- Herczegh Géza–Tersztyánszkyné Vasadi Éva–Zlinszky János: Észrevételek az úgynevezett Gönczöl-munkacsoport jelentésének megállapításairól; Magyar Szemle Alapítvány, Bp., 2007
- Foggal és körömmel (regény, 2008)